# Episodi di Due poliziotti a Palm Beach (ottava stagione)
L'ottava stagione della serie televisiva Due poliziotti a Palm Beach è stata trasmessa in anteprima negli Stati Uniti d'America da USA Network tra il 26 luglio 1998 e il 18 aprile 1999.
| nº | Titolo originale                      | Titolo italiano | Prima TV USA     | Prima TV Italia |
| -- | ------------------------------------- | --------------- | ---------------- | --------------- |
| 1  | Do You Believe in Magic?              |                 | 26 luglio 1998   |                 |
| 2  | If the Shoe Fits                      |                 | 2 agosto 1998    |                 |
| 3  | Passion and the Palm Beach Detectives |                 | 9 agosto 1998    |                 |
| 4  | All the World's a Stage               |                 | 16 agosto 1998   |                 |
| 5  | Forever                               |                 | 23 agosto 1998   |                 |
| 6  | Hidden Agenda                         |                 | 30 agosto 1998   |                 |
| 7  | Sins of the Mother                    |                 | 4 ottobre 1998   |                 |
| 8  | Fear and Loathing in Palm Beach       |                 | 11 ottobre 1998  |                 |
| 9  | The Loneliest Number                  |                 | 18 ottobre 1998  |                 |
| 10 | Dead Again... and Again               |                 | 29 novembre 1998 |                 |
| 11 | Behind the Music                      |                 | 6 dicembre 1998  |                 |
| 12 | Honor Among Thieves                   |                 | 13 dicembre 1998 |                 |
| 13 | Strange Bedfellows                    |                 | 17 gennaio 1999  |                 |
| 14 | It's the Great Pumpkin, Harry         |                 | 24 gennaio 1999  |                 |
| 15 | Killer App                            |                 | 28 febbraio 1999 |                 |
| 16 | Dance Fever                           |                 | 7 marzo 1999     |                 |
| 17 | Cook's Tour                           |                 | 21 marzo 1999    |                 |
| 18 | Where and When                        |                 | 28 marzo 1999    |                 |
| 19 | A Clockwork Florida Orange            |                 | 4 aprile 1999    |                 |
| 20 | Dream Weavers                         |                 | 11 aprile 1999   |                 |
| 21 | Noir (Part 1)                         |                 | 18 aprile 1999   |                 |
| 22 | Noir (Part 2)                         |                 | 18 aprile 1999   |                 |